# Portugal Cove-St. Philip’s
Portugal Cove-St. Philip’s ist eine Kleinstadt (Town) auf der zur kanadischen Provinz Neufundland und Labrador gehörenden Insel Neufundland. Die Stadt befindet sich an der Nordostküste der Conception Bay etwa 15 km von der Provinzhauptstadt St. John’s entfernt. Der Ort hat 8.147 Einwohner. Die ehemalige Zwillingsstadt entstand 1992 durch verwaltungsrechtliche Zusammenlegung der Kleinstädte Portugal Cove, St Philip’s und Hogan’s Pond und diverses Umland.

## Geschichte
Der Ort Portugal Cove (heute ein Ortsteil) wurde vermutlich nach Fernando de Portugal, Duque de Guarda y de Trancoso benannt. Gaspar Corte Real wurde von diesem in den 1500er Jahren mit der Erforschung dieses Gebietes beauftragt. Der Ort St. Philip’s wurde im späten 18. Jahrhundert besiedelt. Die ersten Siedler waren John Squires und Robin Tucker im Jahr 1790. Die erste schriftliche Überlieferung der Ortschaft Portugal Cove war im Jahr 1630 auf einem Kartenwerk.